# Josef Wara
Josef Wara (26. června 1863, Mradice – 11. září 1937, Žatec) byl český fotograf, pedagog a hudebník. Na svých fotografiích a pohlednicích, které vydával, zachytil podobu Žatce a jeho okolí od konce 19. století až do třicátých let.

## Životopis
Wara se narodil v domě čp. 36 v Mradicích, což byla škola. Jeho otec, který pocházel ze Soběchleb, v ní působil jako podučitel. Matka Anna se narodila ve Skupicích.
Warovo vzdělání není známé. Vzhledem k jeho profesní kariéře je pravděpodobné, že byl absolventem některého z učitelských ústavů. Místu jeho rodiště byl nejblíže ten v Chomutově. Ve druhé polovině osmdesátých let 19. století nastoupil Wara v Žatci pedagogickou dráhu. Postupně učil na dívčích a chlapeckých měšťanských školách němčinu a krasopis. Dne 24. listopadu 1892 si vzal Albinu Tippmannovou, dceru žateckého tesaře, s níž měl šest dětí.
Wara byl nadaným hudebníkem. Hrál dobře na klavír a na bandoneon. Angažoval se v místním hudebním a pěveckém spolku a v letech 1913–1932 byl varhaníkem v žateckém děkanském kostele. Kromě toho přispíval fejetony do novin Saazer Anzeiger.
Hlavním oborem Warovy činnosti ale bylo fotografování a s tím spojené vydávání pohlednic. V letech 1903–1931 jich v jeho nakladatelství vyšly stovky. Jejich námětem byl nejen Žatec, ale i vesnice na Žatecku. Wara rovněž doprovodil fotografiemi monumentální vlastivědu žateckého okresu, kterou v letech 1904–1908 vydával v sešitech spolek žateckých učitelů a kterou redigoval Karl Tutte. Opatřil fotografiemi články o všech městech a obcích bývalého žateckého a postoloprtského okresu. V letech 1933 a 1934 mu vyšla dvoudílná brožura, v níž shrnul svoje poznatky o technice fotografování.
Regionální muzeum K. A. Polánka v Žatci uspořádalo výstavu, na níž byly Warovy fotografie konfrontovány se stávajícím stavem architektury a přírody. Muzeum vlastní mnoho Warových fotografií a skleněných negativů, které Wara daroval předchůdci ústavu, žateckému německému muzeu. Část sbírky byla vystavena v roce 2017.

Ukázky Warových fotografií a pohlednic
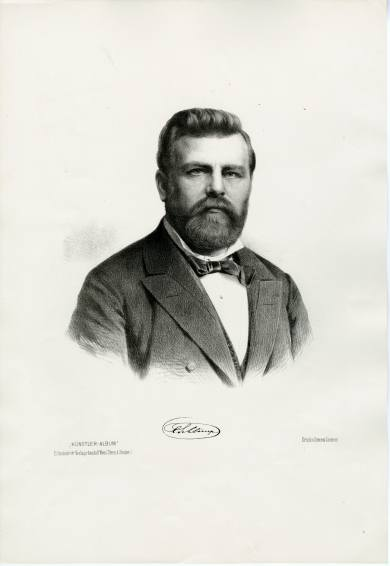
Portrét architekta Carla Schlimpa
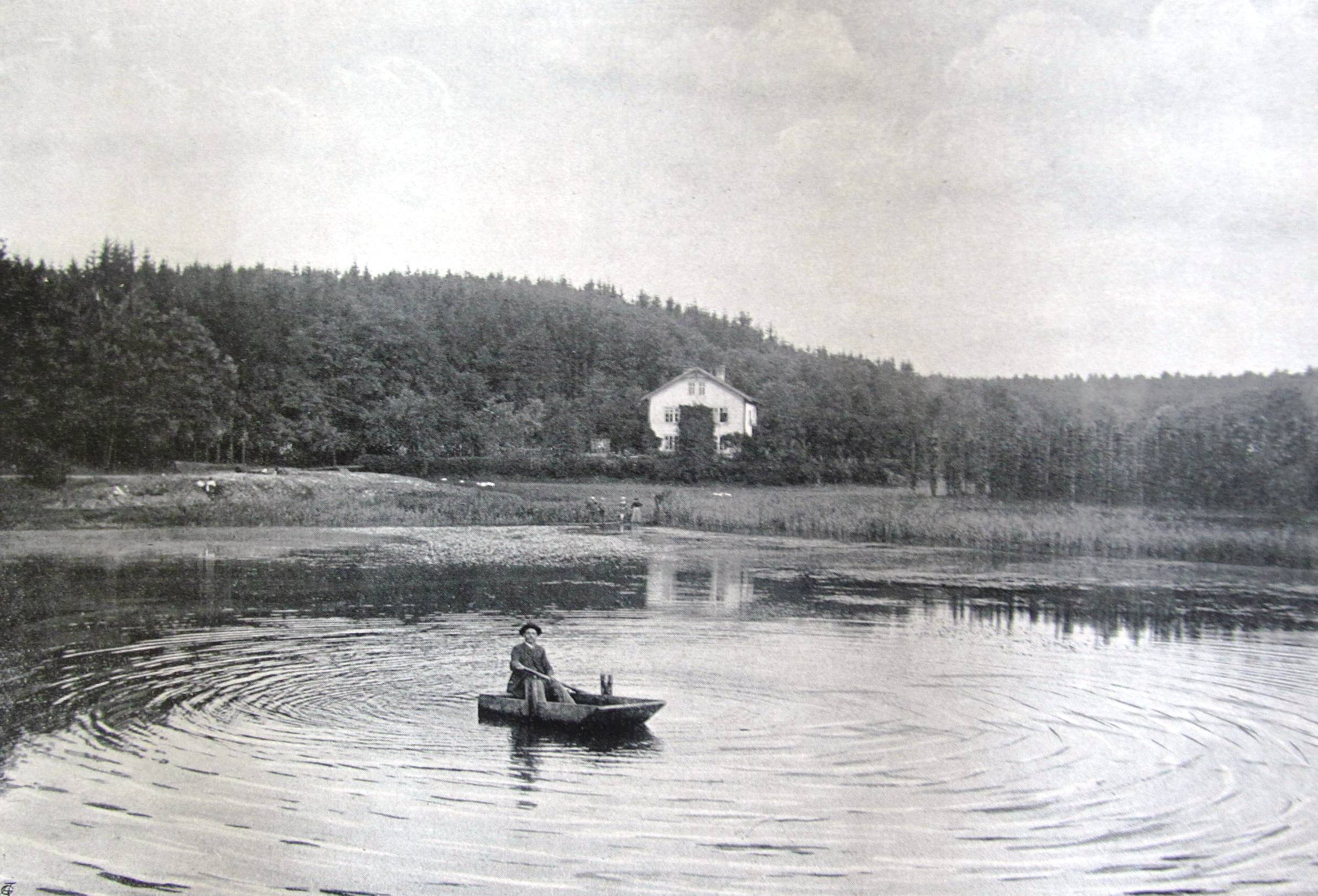
Rybník s lesovnou v Nedvídkově roku 1904 (pohlednice)
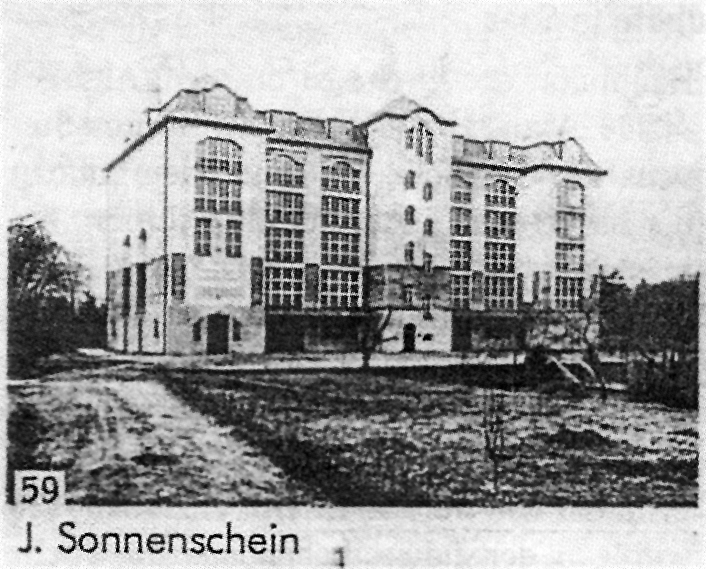
Sklad chmele rodiny Sonnenscheinů v Žatci, dnes ulice Politických vězňů čp. 1186 (pohlednice)
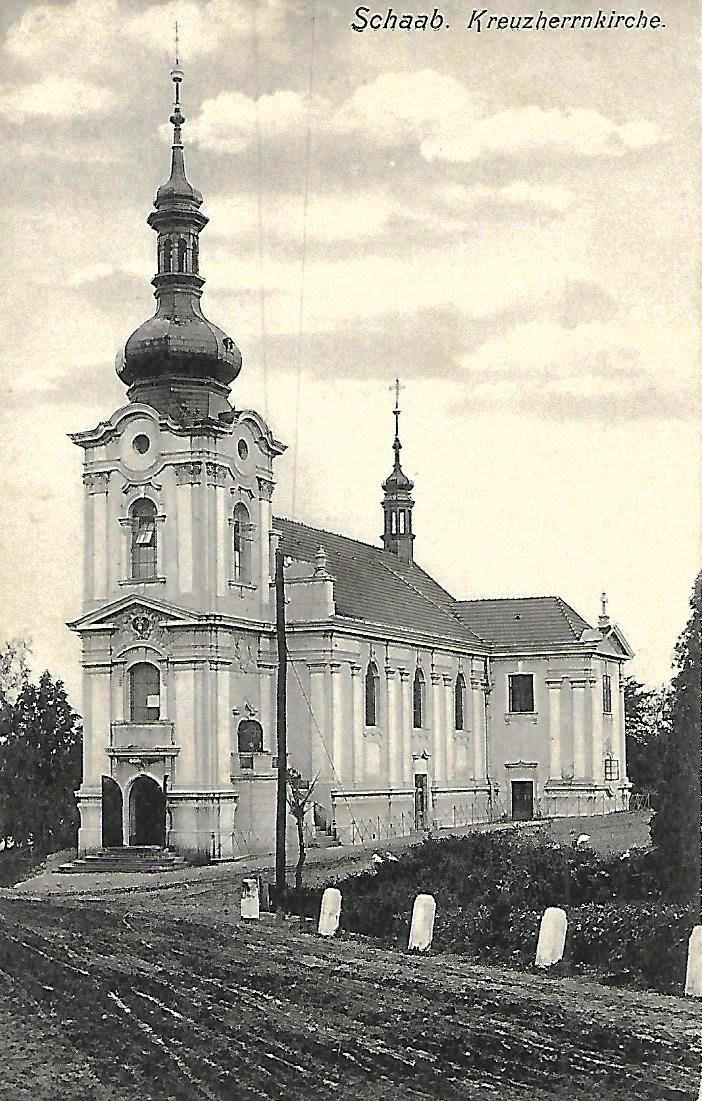
Kostel ve Pšově v roce 1907 (pohlednice)
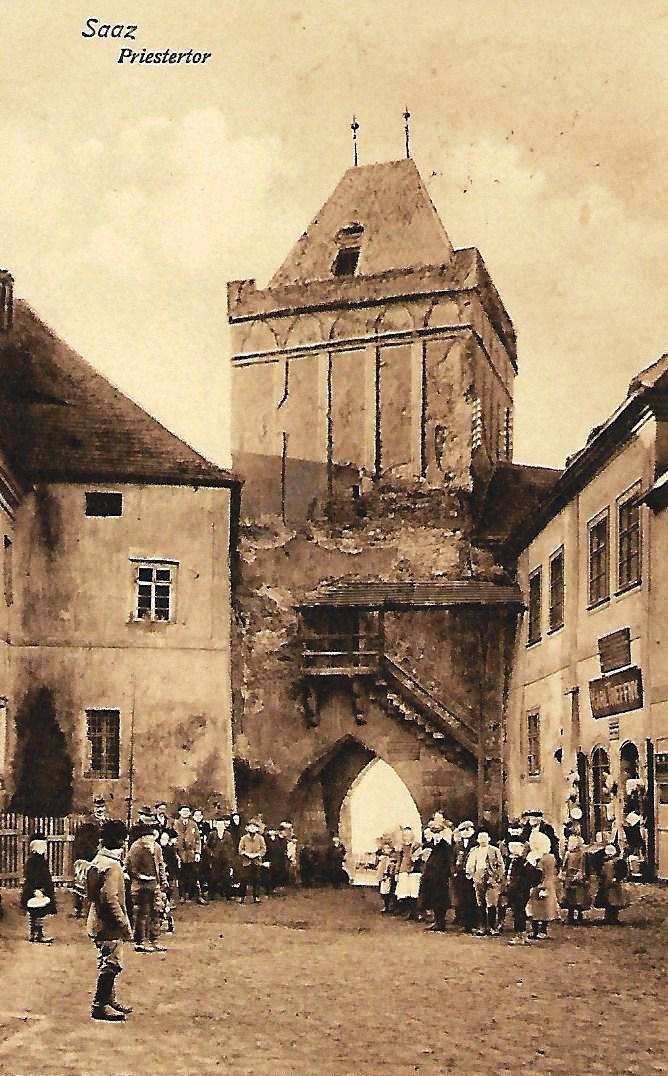
Kněžská brána v Žatci v roce 1915 (pohlednice)
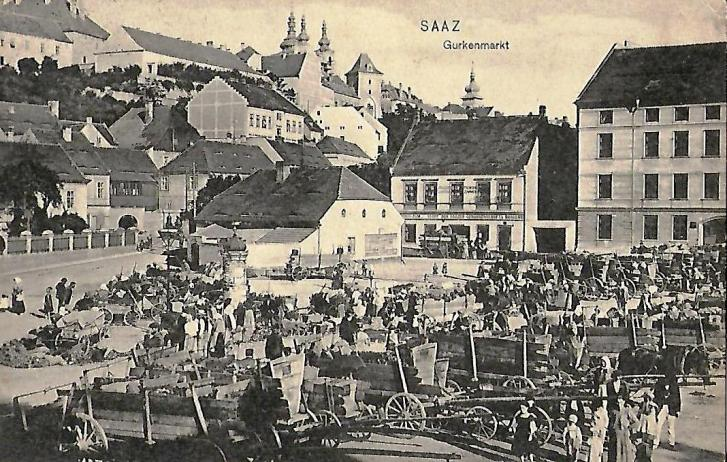
Zaniklé Okurkové náměstí v Žatci v roce 1913 (pohlednice)